# Rainer Hanschke
Rainer Hanschke född den 22 december 1951 i Finsterwalde, Tyskland, är en östtysk gymnast.
Han tog OS-brons i lagmångkampen i samband med de olympiska gymnastiktävlingarna 1976 i Montréal.